# 达文波特兄弟

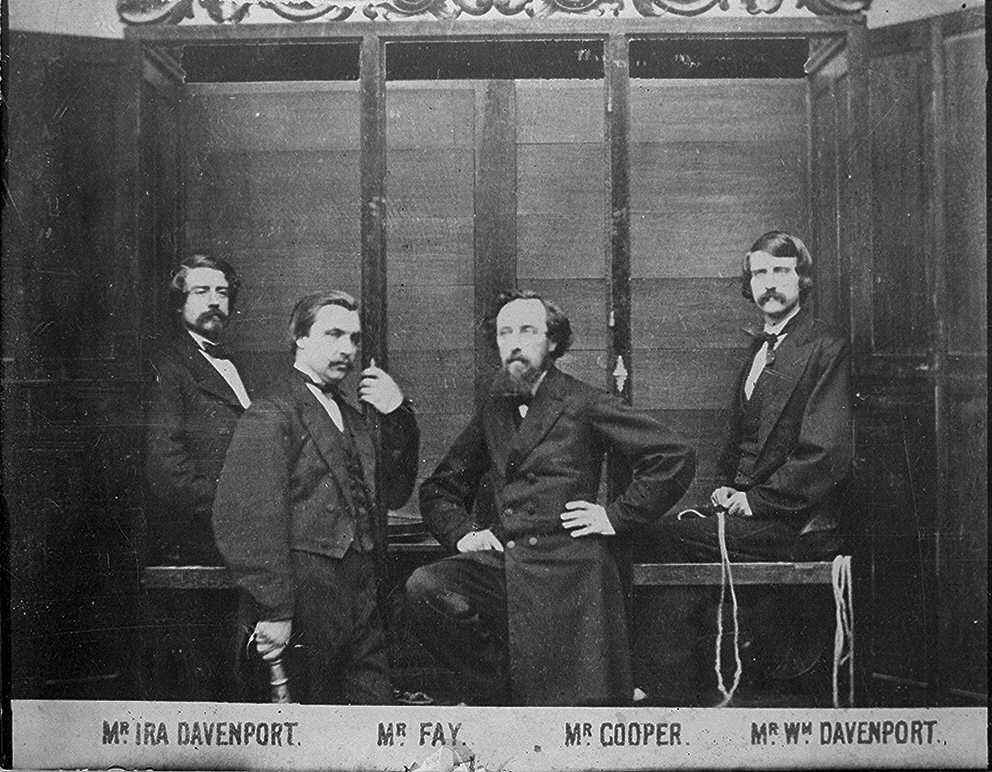
1870年照片

艾拉·伊拉斯塔斯·达文波特（Ira Erastus Davenport 1839年9月17日—1911年7月8日）和威廉·亨利·达文波特（William Henry Davenport 1841年2月1日—1877年7月1日），合称达文波特兄弟（Davenport brothers），是两位来自美国纽约州水牛城的魔术师，兩人曾制造各种超自然事件。
二人自1854年开始活跃，他們表演過一種叫“箱子魔法”的魔術，两人會被捆绑起来放进一个有乐器的箱子里，锁上箱子之后乐器开始演奏，但打开箱子两人仍处于捆绑状态。他们在美国巡演了10年，之后前往英格兰演出，伦敦的鬼魂俱乐部曾调查过两人所谓能够沟通死者的能力。

## 扩展阅读
- Nichols, Thomas Low. Biography of the Brothers Davenport. 1864. (reprinted in 1976) ISBN 0-405-07969-9